# 羅波諾耶梅思托平台
羅波諾耶梅思托平台（羅馬化：Lobnoye mesto）是位於莫斯科紅場聖瓦西里主教座堂前的一座直径13米的石造平台。

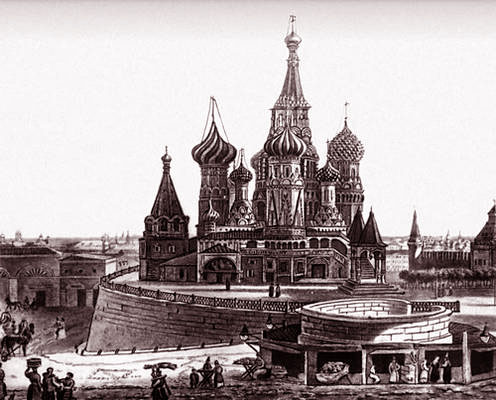
18世紀的羅波諾耶梅思托平台

## 历史
羅波諾耶梅思托平台在16世紀30年代就已經存在，最早被提到是在1547年。儘管很多人誤解羅波諾耶梅思托平台是一個刑場，但羅波諾耶梅思托平台從未用來執行過極刑。羅波諾耶梅思托平台一般用來舉辦各種重大儀式。